# Mitac Mio A701
Mitaс Mio A700/A701 - GSM-коммуникатор на базе Windows Mobile, выпущенный тайваньской компанией Mio Technology в 2006 г. Первый коммуникатор компании Mio Technology и один из первых в мире коммуникаторов с поддержкой спутниковой навигации (GPS).
Варианты A700 и A701 отличались лишь дизайном корпуса. A700 был ориентирован на азиатский рынок, а A701 - на европейский. В остальном модели идентичны.